# Macedo de Cavaleiros
Macedo de Cavaleiros es un municipio portugués perteneciente al distrito de Braganza, en la región de Trás-os-Montes (Norte) y la comunidad intermunicipal Tierras de Trás-os-Montes, con cerca de 6000 habitantes. Es sede de un municipio con 699,27 km² de área y 14 252 habitantes (2021), subdividido en 30 freguesias. El municipio limita al norte con el municipio de Vinhais, al noreste con Braganza, al este con Vimioso, al sur con Mogadouro y con Alfândega da Fé, al suroeste con Vila Flor y al oeste con Mirandela.

## Historia
Durante la antigüedad, la región fue ocupada por los celtas, luego por los romanos y finalmente por las fuerzas árabes del Califato Omeya, quienes dominaron la región hasta la Reconquista cristiana. Los romanos derrotaron a las tribus de las montañas locales y reorganizaron los asentamientos en la región, lo que influyó en la cultura local y la administración social. El territorio al este del río Tua, desde Mirandela hasta la confluencia del Duero (que representa casi el distrito de Bragança) fue romanizado, al igual que toda Iberia. En el siglo V, cuando los primeros bárbaros invadieron desde los Pirineos, esta comarca, que formaba parte de la provincia romana de Gallaecia, estaba administrada y subordinada judicialmente a las cortes religiosas y cancillería de Asturias. El proceso romano de asimilación se aceleró tras la derrota de la resistencia, y muchos de los antiguos castros fueron destruidos o abandonados en favor de los asentamientos organizados en los valles. Las invasiones bárbaras marcaron un conflicto multisecular en Iberia, y la tierra cambiaba de manos entre grupos rivales con regularidad. Los pueblos suevos, que llegaron con los primeros invasores, fundaron su reino en la parte noroeste de la península (desde su capital en Braga), incorporando las tierras de Braganza. Posteriormente invadieron visigodos y árabes, creando un desierto despoblado de la comarca, concentrando su administración en la provincia de Zamora.

### Origen del nombre
El nombre Macedo de Cavaleiros surgió de una combinación de conceptos. El primero, Macedo, proviene de la palabra manzana (en portugués: maçã), ya que la región era aclamada por sus tierras fértiles y manzanos (en portugués: macedos). También se asoció con el caballero (en portugués: cavaleiro) Martim Gonçalves de Macedo, quien salvó a Juan, el Maestre de Aviz durante la batalla de Aljubarrota. Durante la batalla del 14 de agosto de 1385, Juan es atacado por Álvaro Gonçalves de Sandoval, donde el castellano derribó al noble. Macedo intercedió en el conflicto, matando al asesino y salvando al futuro Rey. El rey Juan reconoció y agradeció al caballero, cuyo escudo de armas familiar después de la Batalla comenzó a aparecer con una banda azul y una manzana plateada.
Durante las Inquirições del Rey Afonso, en 1258, el territorio de Macedo pertenecía a los caballeros Nuno Martins y Mendes Gonçalves. En ese momento era un pequeño asentamiento de menor importancia que sus vecinos (Nozelo, Vale Prados, Cortiços, Sezulfe y Pinhovelo), que recibió sus fueros antes de Macedo de Cavaleiros. Fue después del siglo XIV que los documentos comenzaron a referirse a Macedo dos Cavaleiros. Alrededor de 1722, el rey Juan V designó a Macedo como Quinta, equivalente a una pequeña propiedad, indicando el tamaño de esta región.
El municipio de Macedo de Cavaleiros fue creado en 1853, a partir de los restos administrativos de los municipios de Chacim y Cortiços, y diez años después se proclamó pueblo. Hasta este momento, el espacio fue catalogado como tierras reales, luego establecido por Juan V para la Casa de Braganza.

### Actualidad
El crecimiento durante el siglo XX fue resultado de la inmigración resultante de la expansión de las líneas ferroviarias y la interconexión de avenidas circulatorias en el noreste de Portugal. El auge en la construcción y expansión de los servicios fue el resultado del regreso de las tropas/ciudadanos coloniales (en portugués: Retornados  ) que se produjo a mediados del siglo XX. Como consecuencia, la villa de Macedo de Cavaleiros fue elevada a la categoría de ciudad en 1999. Macedo de Cavaleiros fue servido anteriormente por la línea Tua, un ferrocarril de vía estrecha que discurre entre Bragança y Tua . La parte norte de la línea, incluida la estación Macedo de Cavaleiros, cerró en 1991.

## Demografía
| Gráfica de evolución demográfica de Macedo de Cavaleiros entre 1864 y 2021 |
|                                                                            |
| Datos según el nomenclátor publicado por el INE portugués.                 |

## Freguesias
Las freguesias de Macedo de Cavaleiros son las siguientes:
- Ala e Vilarinho do Monte
- Amendoeira
- Arcas
- Bornes e Burga
- Carrapatas
- Castelãos e Vilar do Monte
- Chacim
- Cortiços
- Corujas
- Espadanedo, Edroso, Murçós e Soutelo Mourisco
- Ferreira
- Grijó de Vale Benfeito
- Lagoa
- Lamalonga
- Lamas de Podence
- Lombo
- Macedo de Cavaleiros
- Morais
- Olmos
- Peredo
- Podence e Santa Combinha
- Salselas
- Sezulfe
- Talhas
- Talhinhas e Bagueixe
- Vale Benfeito
- Vale da Porca
- Vale de Prados
- Vilarinho de Agrochão
- Vinhas